# 舒爾·雷夫斯達爾

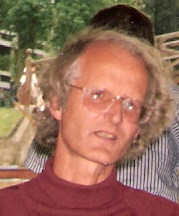
1987年攝於英國劍橋。

舒爾·雷夫斯達爾（挪威語：Sjur Refsdal，1935年12月30日—2009年1月29日），挪威天文學家，生於奧斯陸。他是重力透鏡研究的先驅。

## 生平
雷夫斯達爾於1970年在奧斯陸大學理論天文物理研究所獲得博士學位，稍後前往德國漢堡天文台任職，並任職於當地直到2001年退休。
1964和1966年時，雷夫斯達爾發表了一系列文章探討重力透鏡產生的效應與天文觀測上可能的應用。他特別為人所知的是提出「雷夫斯達爾法」，該方法是量測受到重力透鏡影響的类星体時間延遲與影像狀況以推算宇宙膨脹速度（哈勃定律）。之後他曾短時間研究恆星演化，但在第一個重力透鏡影像，即雙類星體被發現之前重新開始對重力透鏡進行研究。

## 榮譽
雷夫斯達爾是挪威科學與文學院院士，奧斯陸大學理論天文物理研究所榮譽退休教授。2005年2月1日獲得國王功績勳章。
第一個被發現的多重力透鏡影像超新星的暱稱為雷夫斯達爾超新星（SN Refsdal）作為對他的致敬。